# 조시 오코너
조시 오코너(영어: Josh O'Connor, 1990년 5월 20일 ~ )는 잉글랜드의 배우이다. 2017년 영화 《신의 나라》에서 조니 색스비 역으로 잘 알려져 있으며, 이 작품으로 2017년 영국 독립 영화상 남우주연상을 수상하였다.

## 출연 작품

### 영화
- 하이드 앤 식 (2014)
- 라이엇 클럽 (2014)
- 신데렐라 (2015)
- 챔피언 프로그램 (2015)
- 플로렌스 (2016)
- 신의 나라 (2017)
- 온리 유 (2018)
- 우리가 사랑이라고 믿는 것 (2018)
- 엠마 (2020) - 미스터 엘튼 역
- 마더링 선데이 (2021)
- 키메라 (2023) - 아르투 역
- 챌린저스 (2024) - 패트릭 즈바이그 역
- 나이브스 아웃: 웨이크 업 데드 맨 (2025)
- 더 마스터마인드 (미정)
- 더 히스토리 오브 사운드 (미정) - 데이비드 역

### 텔레비전
- 더 크라운 (2019-2020) - 웨일스 공 찰스 역